# Conor Hourihane
Conor Hourihane (2 de febrer de 1991) és un futbolista professional irlandés que juga com a centrecampista pel Barnsley FC i per l'equip nacional irlandès.